# Велішоара (Селаж)
Велішоара (рум. Vălișoara) — село у повіті Селаж в Румунії. Входить до складу комуни Летка.
Село розташоване на відстані 387 км на північний захід від Бухареста, 34 км на північний схід від Залеу, 68 км на північ від Клуж-Напоки.

## Населення
За даними перепису населення 2002 року у селі проживали 53 особи, усі — румуни. Усі жителі села рідною мовою назвали румунську.